# 衛昭公
衞昭公（？—前426年），即姬糾，在位7年，為春秋諸侯國衞國君主之一。衞昭公為衞敬公的兒子，前432年，承襲衞敬公擔任該國君主。前426年昭公之子公子亶殺死昭公，自立為君，是為衞懷公。